# Barry Gibb

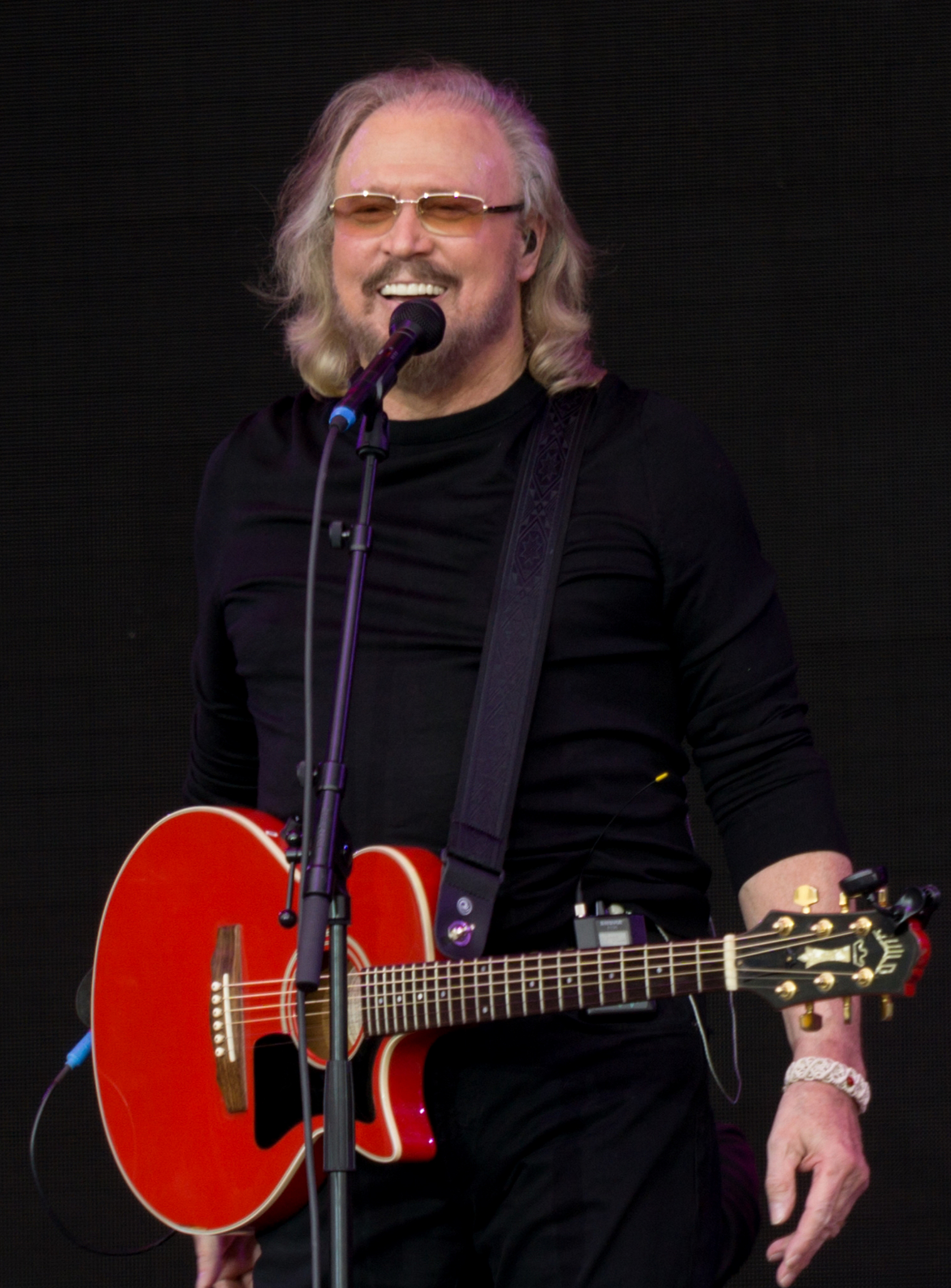
Barry Gibb (2017)

Sir Barry Alan Crompton Gibb CBE (* 1. September 1946 in Douglas, Isle of Man) ist ein britisch-australischer Komponist und Musikproduzent. Er ist ehemaliger Sänger und Gitarrist der Musikgruppe Bee Gees.

## Leben
Die Familie Gibb stammt von der Isle of Man. Barrys Mutter war Sängerin, während der Vater ein kleines Orchester leitete. Die Familie zog zunächst nach Manchester und wanderte dann nach Australien in die Nähe von Brisbane aus. Dort gründete Barry Gibb 1958 zusammen mit seinen Brüdern, den Zwillingen Robin und Maurice, die Bee Gees. Mitte der 1960er Jahre zog die Familie wieder zurück nach Großbritannien, da sie sich dort größere Möglichkeiten für ihren musikalischen Werdegang versprach. Noch auf dem ablegenden Schiff Richtung Großbritannien wurde ihnen mitgeteilt, dass sie mit Spicks and Specks eine Nummer-eins-Platzierung in Australien erreicht hatten.
Als Mitglied der Bee Gees spielte Barry Gitarre und war in den meisten Hits der Gruppe als Leadsänger zu hören. Er betätigte sich aber auch außerhalb der Band. So schrieb und produzierte er sehr erfolgreich Alben für Superstars wie Barbra Streisand (Guilty – 1980 und Guilty Pleasures – 2005). Er betätigte sich auch als Duettpartner anderer Künstler, beispielsweise für den Titelsong des Albums von Dionne Warwick Heartbreaker (1982), Diana Ross Eaten Alive (1985), mit dem Charttopper Chain Reaction, Dolly Parton & Kenny Rogers Islands in the Stream (1983) und Céline Dion Immortality (1997). Charakteristisch für seinen Gesangsstil ist seit den späten 1970er Jahren die hohe Falsett-Stimme.
Barry Gibb produzierte sämtliche Alben seines jüngsten Bruders Andy Gibb und zeichnete als Produzent für insgesamt 16 Nummer-eins-Hits der Bee Gees und anderer Künstler verantwortlich, unter anderem für die Interpreten Barbra Streisand (Woman in Love), Frankie Valli (Grease), Kenny Rogers, Dolly Parton (Islands in the Stream) und Diana Ross (Chain Reaction). Damit ist Barry Gibb der dritterfolgreichste britische Plattenproduzent. Er produzierte die meisten britischen Nummer-eins-Hits. Das Lied Morning of My Life, geschrieben von den Bee Gees, wurde 1967 der größte Hit des Duos Esther & Abi Ofarim in Deutschland.

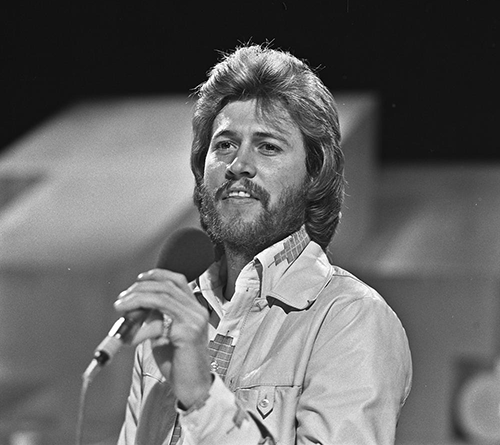
Barry Gibb, 1973

Barry Gibb veröffentlichte drei Soloalben, Now Voyager (1984), die Filmmusik zu Hawks – Die Falken (1988), einem Film mit Timothy Dalton, und In the Now (2016). Sein Albumprojekt The Kid’s No Good aus dem Jahr 1970 wurde nie veröffentlicht.
Seit 1970 ist Gibb mit Linda Gray verheiratet, sie haben fünf Kinder. Sein Sohn Steve spielte unter anderem bei der Sludge-Band Crowbar und Bass bei Black Label Society.
Im Januar 2006 kaufte Gibb das Haus, in dem Johnny Cash und seine Frau June Carter Cash 35 Jahre lang gelebt und gearbeitet hatten. Das Haus in Hendersonville in der Nähe von Nashville wollte die Familie als Sommerhaus nutzen. Noch als es restauriert wurde, brannte das Haus am 10. April 2007 vollständig ab (die Umstände wurden nie geklärt).
Barry Gibb wohnt seit 1975 in Miami Beach.

## Ehrungen
- 1994 wurden er, Robin und Maurice in die Songwriters Hall of Fame aufgenommen, 1997 auch in die Rock and Roll Hall of Fame.
- 2001 wurden ihm und seinen Brüdern Maurice und Robin die Stufe eines Commanders des britischen Verdienstordens Order of the British Empire verliehen.
- 2004 erhielten er und sein Bruder Robin die Ehrendoktorwürde der Universität Manchester.
- Ende 2017 wurde er von der Queen in den Ritterstand (Knight Bachelor) erhoben und darf daher den Titel Sir tragen.[5] Der Ritterschlag erfolgte durch Prinz Charles am 26. Juni 2018.[6]

- Im Dezember 2023 erhielt er den Kennedy-Preis des John F. Kennedy Center for the Performing Arts für sein Lebenswerk.[7]

## Diskografie

### Studioalben
| Jahr | Titel                                            | Höchstplatzierung, Gesamtwochen, AuszeichnungChartplatzierungen (Jahr, Titel, Platzierungen, Wochen, Auszeichnungen, Anmerkungen) | Höchstplatzierung, Gesamtwochen, AuszeichnungChartplatzierungen (Jahr, Titel, Platzierungen, Wochen, Auszeichnungen, Anmerkungen) | Höchstplatzierung, Gesamtwochen, AuszeichnungChartplatzierungen (Jahr, Titel, Platzierungen, Wochen, Auszeichnungen, Anmerkungen) | Höchstplatzierung, Gesamtwochen, AuszeichnungChartplatzierungen (Jahr, Titel, Platzierungen, Wochen, Auszeichnungen, Anmerkungen) | Höchstplatzierung, Gesamtwochen, AuszeichnungChartplatzierungen (Jahr, Titel, Platzierungen, Wochen, Auszeichnungen, Anmerkungen) | Anmerkungen                          |
| Jahr | Titel                                            | DE | AT | CH | UK | US | Anmerkungen                          |
| ---- | ------------------------------------------------ | --- | --- | --- | --- | --- | ------------------------------------ |
| 1984 | Now Voyager                                      | DE38 (3 Wo.)DE | — | — | UK85 (2 Wo.)UK | US72 (8 Wo.)US | Erstveröffentlichung: September 1984 |
| 2016 | In the Now                                       | DE12 (6 Wo.)DE | AT15 (3 Wo.)AT | CH22 (2 Wo.)CH | UK2 (8 Wo.)UK | US63 (2 Wo.)US | Erstveröffentlichung: Oktober 2016   |
| 2021 | Greenfields: The Gibb Brothers’ Songbook, Vol. 1 | DE4 (5 Wo.)DE | AT2 (5 Wo.)AT | CH8 (4 Wo.)CH | UK1 (8 Wo.)UK | US15 (4 Wo.)US | Erstveröffentlichung: Januar 2021    |

### Soundtracks
- 1988: Hawks – Die Falken (Hawks)

### Unveröffentlichte Alben
- 1970: The Kid’s No Good (1998 als Bootleg erschienen)
- 1979: The Guilty Demos (seit 2006 auf iTunes)
- 1979: The Complete Guilty Demos (seit 2006 auf iTunes)
- 1982: The Heartbreaker Demos (seit 2006 auf iTunes)
- 1983: The Eyes That See in the Dark Demos (seit 2006 auf iTunes)
- 1985: The Eaten’ Alive Demos (seit 2006 auf iTunes)
- 1986: Moonlight Madness (als Bootleg erschienen)
- 1999: Barry Gibb Sings Sinatra (seit 2006 auf iTunes)
- 2005: Guilty Pleasures Demos (online seit 2006 „Barry Gibb Radio“)

### Singles
| Jahr | Titel Album                 | Höchstplatzierung, Gesamtwochen, AuszeichnungChartplatzierungen (Jahr, Titel, Album, Platzierungen, Wochen, Auszeichnungen, Anmerkungen) | Höchstplatzierung, Gesamtwochen, AuszeichnungChartplatzierungen (Jahr, Titel, Album, Platzierungen, Wochen, Auszeichnungen, Anmerkungen) | Höchstplatzierung, Gesamtwochen, AuszeichnungChartplatzierungen (Jahr, Titel, Album, Platzierungen, Wochen, Auszeichnungen, Anmerkungen) | Anmerkungen                                             |
| Jahr | Titel Album                 | DE | UK | US | Anmerkungen                                             |
| ---- | --------------------------- | --- | --- | --- | ------------------------------------------------------- |
| 1980 | Guilty                      | DE15 (13 Wo.)DE | UK34 Silber · (10 Wo.)UK | US3 Gold · (22 Wo.)US | Erstveröffentlichung: Oktober 1980 mit Barbra Streisand |
| 1981 | What Kind of Fool Guilty    | — | — | US10 (16 Wo.)US | Erstveröffentlichung: Januar 1981 mit Barbra Streisand  |
| 1984 | Shine, Shine Now Voyager    | DE45 (8 Wo.)DE | UK95 (2 Wo.)UK | US37 (10 Wo.)US | Erstveröffentlichung: August 1984                       |
| 1988 | Childhood Days Hawks O.S.T. | DE60 (5 Wo.)DE | — | — | Erstveröffentlichung: September 1988                    |

Weitere Singles
- 1969: I’ll Kiss Your Memory
- 1978: A Day in the Life
- 1984: Stay Alone
- 1984: Fine Line
- 1984: Face to Face (mit Olivia Newton-John)
- 1986: We Are the Bunburys (veröffentlicht unter dem Pseudonym „The Bunburys“)
- 1988: Fight (No Matter how I Long) (veröffentlicht unter dem Pseudonym „The Bunburys“ und den Gaststars Eric Clapton, Maurice Gibb, Robin Gibb)
- 2005: Come Tomorrow (mit Barbra Streisand)
- 2006: Doctor Mann
- 2006: Underworld
- 2007: Drown on the River
- 2008: The Heart Knows (mit Olivia Newton-John)
- 2011: All in Your Name (feat. Michael Jackson)
- 2011: Grey Ghost
- 2014: When I’m Sixty Four
- 2016: In The Now
- 2016: Star Crossed Lovers
- 2016: Daddy’s Little Girl
- 2016: Angels

### Videoalben
- 1984: Now Voyager